# Eduardo Pondal
Eduardo María González-Pondal y Abente (Puenteceso, 8 de febrero de 1835-La Coruña, 1917) fue un poeta. Regionalista gallego, escribió tanto en castellano como en gallego. Las primeras estrofas de su poema Os pinos son la letra del himno gallego.

## Biografía

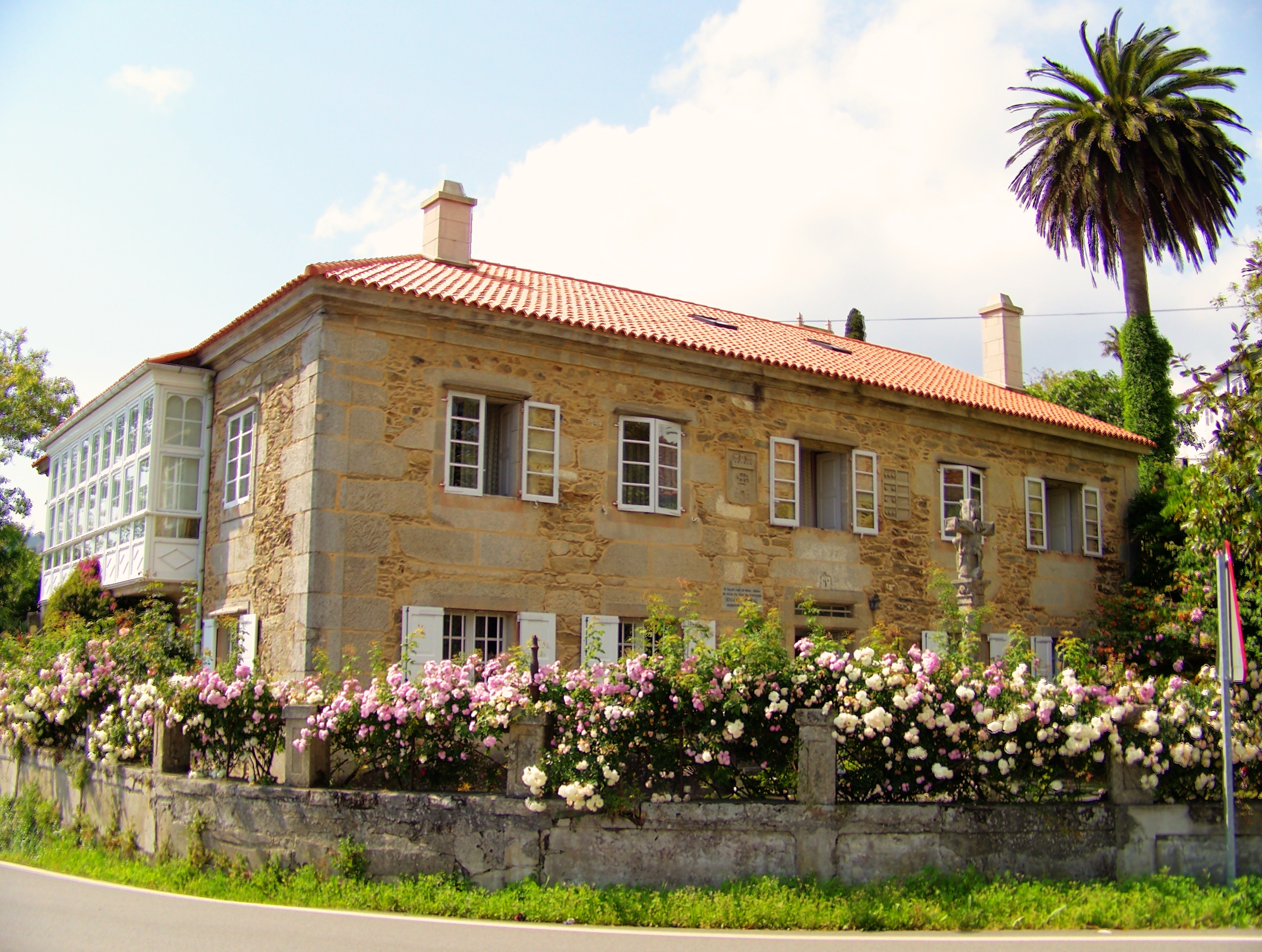
Casa natal de Pondal en Puenteceso

Fue el último de siete hermanos en una familia de origen hidalgo, enriquecida con la emigración a América. Estudió gramática latina en Nemiña con un pariente clérigo, Cristóbal de Lago. En 1848 se instaló en Santiago de Compostela para cursar el bachillerato en Filosofía y, posteriormente, la carrera de Medicina.
Siendo estudiante frecuentó las tertulias del "Liceo San Agustín" del cual formaban parte ya Rosalía de Castro, Manuel Murguía y el también poeta Aurelio Aguirre. De esta época data su apasionado interés por la cuestión regionalista. Fue uno de los organizadores, junto con Aguirre, del banquete de Conxo, que unió fraternalmente a obreros y estudiantes en la robleda de Conxo el 2 de marzo de 1856. En esta ocasión, Pondal leyó un poema reivindicativo, en castellano, "Brindis", acerca de la igualdad de los hombres. Este hecho le acarreó serios problemas con las autoridades, que estuvieron a punto de deportarle a las islas Marianas.
En 1862, tras terminar la carrera, ejerció como médico de la Armada en la base de Ferrol. En 1863 hizo oposiciones en Madrid al cuerpo de Sanidad Militar, pero, aunque obtuvo un trabajo en Asturias, dejó la plaza y abandonó de forma definitiva el ejercicio de la medicina. Se retiró a la casa paterna, desde donde hacía frecuentes viajes a La Coruña. Allí participaba en la tertulia "A Cova Céltica", en la librería de Carré, junto con Martínez Salazar, Manuel Murguía, Florencio Vaamonde, Martelo Paumán, Manuel Lugrís Freire y otros. A través de Murguía, conoció los poemas ossiánicos de James MacPherson. Desde entonces, Pondal asume el papel de bardo de la nación gallega.
Su primer poema en gallego apareció en 1862, en el Álbum de la Caridad editado por el indiano José Pascual López Cortón, recopilando todos los poemas participantes en los primeros Juegos Florales de Galicia. Se titulaba "A Campana de Anllóns (El canto de un Brigante)". En 1877 publicó Rumores de los pinos, colección de veintiún poemas (ocho en castellano, once en gallego y dos bilingües) que servirá posteriormente de base a sus Queixumes dos pinos (1886). Queixumes conserva del libro anterior los once poemas en gallego y los dos bilingües, pero se añaden ahora setenta y ocho poemas gallegos nuevos. Colaboró en El País de Pontevedra.
Además de estas obras, Eduardo Pondal dejó una amplia producción inédita, entre la que se cuenta el poemario "Os Eoas", un canto épico al descubrimiento de América claramente inspirado en "Os Lusiadas" de Luís de Camões. En él también hay referencias a Homero y Tasso, reflejando así la amplitud de su cultura literaria.

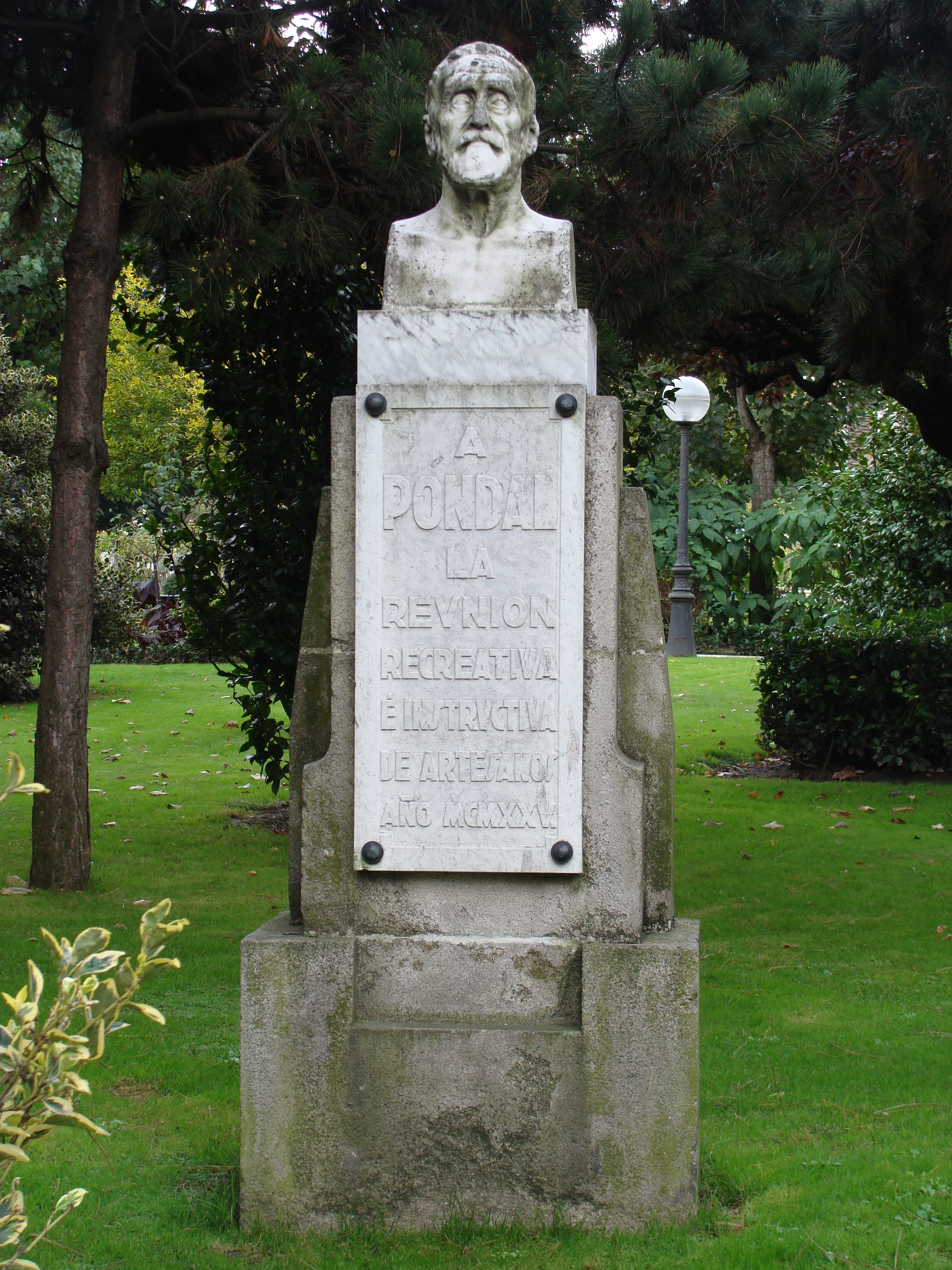
Busto de Pondal en La Coruña.

En Os Eoas trabajó Pondal a lo largo de toda su vida literaria. Sin embargo, ya por causa de una voluntad -realmente patológica- de corrección, ya también por dificultades editoriales, lo cierto es que la obra no fue editada en vida del poeta. Posteriormente, motivaciones de carácter ideológico -el supuesto "españolismo" de los versos en teórica contradicción con el "nacionalismo" del conjunto de su producción- están probablemente en la base de que la versión definitiva del texto no fuese nunca publicada y sí permaneciese desconocida en la sede de la Real Academia Gallega hasta su "reaparición" y posterior publicación y estudio (Manuel Ferreiro, Manuel Forcadela y Xosé Ramón Pena) en el año 2005.
Sin embargo, del análisis llevado adelante por los investigadores citados, se deduce que no existe ninguna contradicción entre esta obra —que Pondal y sus correligionarios consideraron siempre como el texto decisivo del poeta— y las demás que llevó a cabo. Por el contrario, en Os Eoas, Pondal lleva adelante una perfecta simbiosis entre el mundo mítico celta y la voluntad regeneracionista de España. La figura de Colón —a quien Pondal hace gallego, siguiendo las tesis de García de la Riega, Constantino Horta, etc.— como héroe, al tiempo, gallego, español y universal condensa esa voluntad pondaliana: Galicia, cuna de Colón, ha de volver a aparecer en el tiempo presente y futuro como el espacio privilegiado para el renacer de España y de Iberia. Cantando semejante epopeya en lengua gallega, Pondal quería demostrar la validez del idioma para las más difíciles pruebas y empeños tal y como él mismo escribió en el prólogo de su obra. De esta manera se cumplirá el viejo sueño: "La luz vendrá para la caduca Iberia de mano de los hijos de Breogán". Colón, el más preclaro de ellos, es el encargado de llevar la luz redentora del cristianismo al Nuevo Mundo. El poema concluye indicando que tal hecho, tal destino jamás podrá ya ser borrado de la historia. Como la propia obra, en lengua gallega, que Pondal le dedicó.
Desde 1935 (edición de la Real Academia Galega) ese poema se ha integrado, junto con otros inéditos, en las ediciones de "Queixumes dos Pinos".
Pondal es el máximo exponente de la literatura del regionalismo gallego. Idealiza el pasado céltico de Galicia, que él imagina libre e independiente y como apenas quedan vestigios de esta época, se inspira en las fuentes clásicas de la invasión romana, en los poemas ossiánicos de James Macpherson, en algunas citas del Leabhar Gabala y en las investigaciones de Manuel Murguía y Benito Vicetto. El simbolismo del celtismo dentro de la poesía de Pondal es claro: así como los celtas combatieron heroicamente la invasión romana, los gallegos deben tomar su ejemplo y combatir igualmente la opresión castellana. Al mismo tiempo su poesía incorpora una tendencia helenista, que entronca con su afán de crear una lírica culta. Los mitos creados por Pondal se basan en dos arquetipos: el Héroe y el Bardo. 
También es interesante como poeta lírico. Junto con la naturaleza, y los paisajes de su tierra natal (la comarca de Bergantiños), el amor es otra de las claves de su poesía.
Utilizó una lengua aristocratizante, huyendo de la lengua coloquial e incorporando a su léxico y a su sintaxis numerosos cultismos. Para esto se sirvió de sus profundos conocimientos de las lenguas clásicas, remitiéndose también en ocasiones a la lengua portuguesa. Es famosa su frase en el lecho de muerte "déstesme unha lingua de ferro, devólvovos unha lingua de ouro" ("me habíais dado una lengua de hierro, os devuelvo una lengua de oro").
El significado político de la obra de Pondal ha sido objeto de muchas teorías y discusiones. Por una parte es indiscutible que apela a conceptos raciales para devolver el orgullo al pueblo gallego, así como para menospreciar a los castellanos, a los que considera invasores de su país. A pesar de esto su ideario político personal siempre estuvo más próximo a un socialismo emergente, como demuestra su participación en el banquete de Conxo y su compromiso estético con la idea de la libertad del hombre. No hay que olvidar que en el momento histórico en el que se desarrolla su obra, las teorías raciales, no solo no han sido desacreditadas, sino que son profusamente empleadas por el romanticismo europeo como una expresión más del Volkgeist ("espíritu del pueblo" en alemán), especialmente en aquellos países que vivían un conflicto nacional.
Por otra parte su ideario en relación con la cuestión territorial parecía más próximo a un iberismo federal que a un nacionalismo gallego aún por surgir. Pondal expresa repetidamente su sentimiento de hermandad con el pueblo portugués, y su simpatía por el catalanismo. Por otra parte el poema "Os Eoas" habla de una gesta, el descubrimiento del mundo, que atañe a todos los pueblos ibéricos.
Murió en La Coruña, en el hotel "La Luguesa", en 1917 y está enterrado en el cementerio de San Amaro de esta ciudad. 
Diversos músicos y grupos gallegos han usado poemas suyos como letra. Entre ellos el grupo de música folk Na Lúa y el cantante Juan Pardo, que ha puesto música a varios poemas suyos en el disco Galicia miña nai dos dous mares.

## Obra
- 1877 - Rumores de los pinos (21 poemas: 8 en castellano, 11 en gallego y 2 bilingües).
- 1886 - Queixumes dos pinos
- 1992 - Os Eoas: unha aproximación ("Los Eoas: una aproximación"). Poema épico publicado póstumamente.

### Ediciones actuales
- Eduardo Pondal, Poesía galega completa. Edición de Manuel Ferreiro Fernández. Cuatro volúmenes: 1. Queixumes dos pinos; 2. Poemas impresos; 3. Poemas manuscritos. 4. Os Eoas.Santiago de Compostela, 1995-2005.

Himno Gallego
En 1890 el músico Pascual Veiga le solicitó una obra, que pensaba presentar en un concurso de La Coruña. Eduardo Pondal compuso para la ocasión el poema "Os Pinos", cuyas dos primeras estrofas formarán parte de la letra de la melodía del Himno Gallego. Aunque la obra no se estrenó, el poema se publicó ese mismo año en un folleto del certamen, así como en varios periódicos gallegos de emigración cubana. En 1907 la composición de Veiga, en colaboración con su sobrino José Adolfo Veiga Paradís, se estrenó en La Habana, y desde entonces ha sido considerada el Himno de Galicia. En 1981 fue legalizado como himno oficial por el Estatuto de Autonomía de Galicia. Desde 1935 (edición de la Real Academia Galega) este poema se integra, junto a otros inéditos, en las ediciones de "Queixumes dos Pinos".